# 纳兀鲁斯
纳兀鲁斯（Nawruz Beg，？—1361年），金帐汗国第十四任可汗，札尼别的儿子。1360年，纳兀鲁斯将哥哥忽里纳刺杀后继位。在位不到一年，金帐汗国完全瓦解，納兀魯斯隨後被乞迪兒篡位。
此后直到1380年脱脱迷失重新统一金帐汗国，短短的二十年间就有十八个可汗，势力最大的是权臣马麦。拔都系统结束，脱脱迷失是拔都的哥哥白帐汗斡儿答的后代，脱脱迷失之后，汗位基本上由白帐汗出任。
| 前任： 忽里纳 | 金帐汗国君主 1360年 | 繼任： 乞迪兒 |